# Fatma Bouvet de la Maisonneuve
Pour les articles homonymes, voir Bouvet de Maisonneuve, Bouvet et Maisonneuve.
Fatma Bouvet de la Maisonneuve est une psychiatre et écrivaine franco-tunisienne,.

## Biographie
Fatma Bouvet de la Maisonneuve naît Fatma Dellagi à Alger,. Son père, enseignant en physique-chimie, et sa mère, chirurgienne dentiste, sont des militants de gauche marxistes et anti-colonialistes. Tous deux Tunisiens, ils partent participer à la reconstruction de l’Algérie indépendante. Elle est mère de deux enfants.

### Formation
Fatma Bouvet de la Maisonneuve obtient son baccalauréat au lycée Pierre-Mendès-France. Elle fait ses études de médecine à l’université de Tunis et se spécialise en psychiatrie. Elle poursuit les deux dernières années d’internat de psychiatrie à l’hôpital Sainte-Anne à Paris. Sa thèse de médecine (1994), effectuée sous la direction de Saïda Douki Dedieu, traite de L'Alcoolisme en Tunisie, dans lequel elle aborde déjà la question de l’alcool chez les femmes. Elle est titulaire d’un diplôme d’addictologie et de marketing de santé.

### Parcours professionnel
À la fin de son internat, Fatma Bouvet de la Maisonneuve, à l’époque encore médecin à diplôme étranger, exerce en tant qu’attachée à l’hôpital Sainte-Anne à temps plein. Après l’obtention d’un Master de marketing de santé, elle travaille un temps dans l’industrie pharmaceutique, parallèlement à son exercice clinique à l’hôpital. Le diplôme d’équivalence d’exercice en poche, elle quitte l’industrie pharmaceutique et se consacre entièrement à la psychiatrie. Auparavant, elle met sur pied la première consultation d’alcoologie pour femmes à l’hôpital Sainte-Anne à Paris. Fatma Bouvet de la Maisonneuve se spécialise, arrivée en France, dans la psychiatrie puis dans le domaine de l'addictologie. Elle exerce à l’hôpital Sainte-Anne à Paris et en profession libérale, elle est aussi connue pour son implication concernant les questions de société comme l'égalité des sexes, les femmes et l'addiction,,, les problématiques sur les questions d'identité, ainsi que celles liées à l'enfance, et l'éducation. Beaucoup de ses travaux portent particulièrement sur la question des spécificités féminines des troubles psychiques,.

### Engagements politiques et associatifs
En 2006, elle s’engage au parti socialiste. De 2008 à 2014, elle est élue municipale PS dans la ville de Montrouge.
Elle a également été active au sein du Réseau éducation sans frontières.
En 2014, elle est nommée au CESE où elle effectue deux mandats qui prennent fin en 2019. Elle a été co-rapporteuse avec Jean François Naton (CGT) du rapport Pour des élèves en meilleure santé, adopté en 2018.
Elle a été administratrice du Club XXIe siècle.

## Activités éditoriales
Fatma Bouvet de la Maisonneuve constate le manque de prévention et les idées reçues sur l'alcoolisme féminin, et les opérations marketing des alcooliers visant spécifiquement la santé mentale des femmes.
Fatma Bouvet de la Maisonneuve conçoit son métier de psychiatre comme celui d’un lanceur d’alerte. Elle se penche alors sur les spécificités féminines des troubles psychiques, y consacre des consultations, articles, ouvrages et conférences.[réf. nécessaire]
Dans son ouvrage Une Arabe en France, elle traite de la question de l'immigration maghrébine ainsi que de l'identité sous ses aspects psychologiques et psychiatriques, en plus de son expérience personnelle,.

## Publications
- Les Femmes face à l'alcool, résister et s'en sortir, éditions Odile Jacob, 2010, 192 p.
- Le Choix des femmes, éditions Odile Jacob, 2011, 192 p.
- Enfants et parents en souffrance, éditions Odile Jacob, 2014, 224 p.[5]
- Une Arabe en France. Une vie au delà des préjugés, éditions Odile Jacob, 2017, 208 p.
- L'Île aux mères, éditions Au Pont 9, 2021, 209 p.
- L’odeur d’un homme, éditions Au Pont 9, 2023, 208 p.
- Debout tête haute, éditions du Croquant, 2024.

## Prix
- Prix de la Réussite au féminin, par l'association France-Euro-Méditerranée en partenariat avec le Quai d'Orsay (2011)[réf. nécessaire]

## Distinction
- Chevalier de la Légion d'honneur (2016)